# Fasael
Fasael (fallecido en 40 a. C.; en hebreo: פַצָאֵל‎, Faṣā'ēl; latín: Phasaelus; del en griego, Φασάηλος, Phasaelos), fue un príncipe de la dinastía herodiana de Judea.

## Orígenes y comienzos de su carrera
Fasael nació en el  Reino asmoneo en el seno de una familia aristocrática de ascendencia edomita. Su padre, Antípatro el Idumeo, era el consejero más cercano del rey asmoneo Hircano II, y su madre Cipros era una princesa nabatea. Fasael era el hermano mayor de Herodes.
Tanto Fasael como Herodes comenzaron sus carreras bajo el mando de su padre, Antípatro, que fue nombrado procurador de Judea para la República Romana por Julio César. Antípatro nombró a Fasael gobernador de Jerusalén y a Herodes gobernador de Galilea. Cuando el hermano de Fasael Herodes fue citado para ser juzgado por el Sanedrín pretendía llegar a Jerusalén con un ejército y hacer la guerra, sin embargo Antípatro y Fasael consiguieron convencerle de que se conformara con hacer amenazas de fuerza.
Mientras Marco Antonio se encontraba en Bitinia hacia el año 41 a. C., se presentaron ante él acusaciones contra los dos hermanos, que eran objeto de odio para muchos judíos, pero el astuto Herodes consiguió que se desestimaran los cargos. Fue imposible, sin embargo, que el Sanedrín se contentara con las administraciones de Herodes y Fasael; y se volvieron a presentar cargos contra ellos ante Antonio en Antioquía. Una vez más las acusaciones resultaron infructuosas, pues incluso el débil Hircano II abogó por ellos. Esto llevó a Antonio a nombrar a la pareja tetrarcas.

## Revuelta de Antígono y caída de Fasael
Mientras tanto, Antígono Matatías intentaba apoderarse del trono judío; y en Jerusalén había frecuentes conflictos entre sus partidarios y los de los dos hermanos, que eran especialmente peligrosos en la fiesta judía de Shavuot. Fasael defendió las murallas y Herodes el palacio, derrotando así a sus antagonistas, tras lo cual Antígono invocó la ayuda del Imperio Parto. A pesar de la advertencia de Herodes, Fasael se dejó atraer con Hircano al campamento del líder parto Barzafarnes con el pretexto de mantener conversaciones de paz. Tanto Hircano como Fasael fueron encarcelados. Luego fueron entregados a Antígono, quien hizo que Hircano fuera mutilado, para que no pudiera ejercer como sumo sacerdote, una desgracia de la que Fasael escapó extrayéndose los sesos estrellando la cabeza contra una roca, teniendo la satisfacción de saber antes de morir que su hermano Herodes había escapado de Jerusalén y estaba a salvo. Hircano sobrevivió con las orejas mutiladas y fue deportado al imperio Parto.

## Legado
Josefo habla de Fasael como un hombre valiente y noble. Su hijo, que también llevaba el nombre de Fasael, y parece que era póstumo, se casó con la hija de Herodes Salampsio, de la que tuvo cinco hijos. El hijo de Herodes con su concubina, Palas, fue llamado Fasael por Herodes, quien igualmente honró la memoria de su hermano nombrando una ciudad al noreste de Jericó "Fasaelis", y una torre de su palacio en Jerusalén "Torre Fasael".

## Árbol genealógico de la dinastía herodiana
|                                 |                                 |                                 |                                 |                                 |                                 |  |  |                                              |                                              |                                              |                                              |                                              |                                              |  |  | Antípatro el Idumeo procurador de Judea            |                                                    |                                                    |                                                    |                                                    |                                                    |  |  |                                                  |                                                  |                                                  |                                                  |                                                  |                                                  |  |  |                                               |                                               |                                               |                                               |                                               |                                               |  |  |                                                 |                                                 |                                                 |                                                 |                                                 |                                                 |  |  |                                                        |                                                        |                                                        |                                                        |                                                        |                                                        |  |  |  |  |  |  |  |  |  |  |  |  |  |  |  |  |  |  |  |  |  |  |  |  |  |  |
|                                 |                                 |                                 |                                 |                                 |                                 |  |  |                                              |                                              |                                              |                                              |                                              |                                              |  |  |                                                    |                                                    |                                                    |                                                    |                                                    |                                                    |  |  |                                                  |                                                  |                                                  |                                                  |                                                  |                                                  |  |  |                                               |                                               |                                               |                                               |                                               |                                               |  |  |                                                 |                                                 |                                                 |                                                 |                                                 |                                                 |  |  |                                                        |                                                        |                                                        |                                                        |                                                        |                                                        |  |  |  |  |  |  |  |  |  |  |  |  |  |  |  |  |  |  |  |  |  |  |  |  |  |  |
|                                 |                                 |                                 |                                 |                                 |                                 |  |  |                                              |                                              |                                              |                                              |                                              |                                              |  |  |                                                    |                                                    |                                                    |                                                    |                                                    |                                                    |  |  |                                                  |                                                  |                                                  |                                                  |                                                  |                                                  |  |  |                                               |                                               |                                               |                                               |                                               |                                               |  |  |                                                 |                                                 |                                                 |                                                 |                                                 |                                                 |  |  |                                                        |                                                        |                                                        |                                                        |                                                        |                                                        |  |  |  |  |  |  |  |  |  |  |  |  |  |  |  |  |  |  |  |  |  |  |  |  |  |  |
|                                 |                                 |                                 |                                 |                                 |                                 |  |  | 1.Doris 2.Mariamne I 3.Mariamne II 4.Maltace | 1.Doris 2.Mariamne I 3.Mariamne II 4.Maltace | 1.Doris 2.Mariamne I 3.Mariamne II 4.Maltace | 1.Doris 2.Mariamne I 3.Mariamne II 4.Maltace | 1.Doris 2.Mariamne I 3.Mariamne II 4.Maltace | 1.Doris 2.Mariamne I 3.Mariamne II 4.Maltace |  |  | Herodes I el Grande rey de Judea                   | Herodes I el Grande rey de Judea                   | Herodes I el Grande rey de Judea                   | Herodes I el Grande rey de Judea                   | Herodes I el Grande rey de Judea                   | Herodes I el Grande rey de Judea                   |  |  | 5.Cleopatra de Jerusalén 6.Palas 7.Fedra 8.Elpis | 5.Cleopatra de Jerusalén 6.Palas 7.Fedra 8.Elpis | 5.Cleopatra de Jerusalén 6.Palas 7.Fedra 8.Elpis | 5.Cleopatra de Jerusalén 6.Palas 7.Fedra 8.Elpis | 5.Cleopatra de Jerusalén 6.Palas 7.Fedra 8.Elpis | 5.Cleopatra de Jerusalén 6.Palas 7.Fedra 8.Elpis |  |  | Fasael gobernador de Jerusalén                | Fasael gobernador de Jerusalén                | Fasael gobernador de Jerusalén                | Fasael gobernador de Jerusalén                | Fasael gobernador de Jerusalén                | Fasael gobernador de Jerusalén                |  |  |                                                 |                                                 |                                                 |                                                 |                                                 |                                                 |  |  |                                                        |                                                        |                                                        |                                                        |                                                        |                                                        |  |  |  |  |  |  |  |  |  |  |  |  |  |  |  |  |  |  |  |  |  |  |  |  |  |  |
|                                 |                                 |                                 |                                 |                                 |                                 |  |  | 1.Doris 2.Mariamne I 3.Mariamne II 4.Maltace | 1.Doris 2.Mariamne I 3.Mariamne II 4.Maltace | 1.Doris 2.Mariamne I 3.Mariamne II 4.Maltace | 1.Doris 2.Mariamne I 3.Mariamne II 4.Maltace | 1.Doris 2.Mariamne I 3.Mariamne II 4.Maltace | 1.Doris 2.Mariamne I 3.Mariamne II 4.Maltace |  |  | Herodes I el Grande rey de Judea                   | Herodes I el Grande rey de Judea                   | Herodes I el Grande rey de Judea                   | Herodes I el Grande rey de Judea                   | Herodes I el Grande rey de Judea                   | Herodes I el Grande rey de Judea                   |  |  | 5.Cleopatra de Jerusalén 6.Palas 7.Fedra 8.Elpis | 5.Cleopatra de Jerusalén 6.Palas 7.Fedra 8.Elpis | 5.Cleopatra de Jerusalén 6.Palas 7.Fedra 8.Elpis | 5.Cleopatra de Jerusalén 6.Palas 7.Fedra 8.Elpis | 5.Cleopatra de Jerusalén 6.Palas 7.Fedra 8.Elpis | 5.Cleopatra de Jerusalén 6.Palas 7.Fedra 8.Elpis |  |  | Fasael gobernador de Jerusalén                | Fasael gobernador de Jerusalén                | Fasael gobernador de Jerusalén                | Fasael gobernador de Jerusalén                | Fasael gobernador de Jerusalén                | Fasael gobernador de Jerusalén                |  |  |                                                 |                                                 |                                                 |                                                 |                                                 |                                                 |  |  |                                                        |                                                        |                                                        |                                                        |                                                        |                                                        |  |  |  |  |  |  |  |  |  |  |  |  |  |  |  |  |  |  |  |  |  |  |  |  |  |  |
|                                 |                                 |                                 |                                 |                                 |                                 |  |  |                                              |                                              |                                              |                                              |                                              |                                              |  |  |                                                    |                                                    |                                                    |                                                    |                                                    |                                                    |  |  |                                                  |                                                  |                                                  |                                                  |                                                  |                                                  |  |  |                                               |                                               |                                               |                                               |                                               |                                               |  |  |                                                 |                                                 |                                                 |                                                 |                                                 |                                                 |  |  |                                                        |                                                        |                                                        |                                                        |                                                        |                                                        |  |  |  |  |  |  |  |  |  |  |  |  |  |  |  |  |  |  |  |  |  |  |  |  |  |  |
|                                 |                                 |                                 |                                 |                                 |                                 |  |  |                                              |                                              |                                              |                                              |                                              |                                              |  |  |                                                    |                                                    |                                                    |                                                    |                                                    |                                                    |  |  |                                                  |                                                  |                                                  |                                                  |                                                  |                                                  |  |  |                                               |                                               |                                               |                                               |                                               |                                               |  |  |                                                 |                                                 |                                                 |                                                 |                                                 |                                                 |  |  |                                                        |                                                        |                                                        |                                                        |                                                        |                                                        |  |  |  |  |  |  |  |  |  |  |  |  |  |  |  |  |  |  |  |  |  |  |  |  |  |  |
| (1) Antípatro heredero de Judea | (1) Antípatro heredero de Judea | (1) Antípatro heredero de Judea | (1) Antípatro heredero de Judea | (1) Antípatro heredero de Judea | (1) Antípatro heredero de Judea |  |  | (2) Alejandro I príncipe de Judea            | (2) Alejandro I príncipe de Judea            | (2) Alejandro I príncipe de Judea            | (2) Alejandro I príncipe de Judea            | (2) Alejandro I príncipe de Judea            | (2) Alejandro I príncipe de Judea            |  |  | (2) Aristóbulo IV príncipe de Judea                | (2) Aristóbulo IV príncipe de Judea                | (2) Aristóbulo IV príncipe de Judea                | (2) Aristóbulo IV príncipe de Judea                | (2) Aristóbulo IV príncipe de Judea                | (2) Aristóbulo IV príncipe de Judea                |  |  | (3) Herodes II Filipo príncipe de Judea          | (3) Herodes II Filipo príncipe de Judea          | (3) Herodes II Filipo príncipe de Judea          | (3) Herodes II Filipo príncipe de Judea          | (3) Herodes II Filipo príncipe de Judea          | (3) Herodes II Filipo príncipe de Judea          |  |  | (4) Herodes Arquelao etnarca de Judea, Idumea | (4) Herodes Arquelao etnarca de Judea, Idumea | (4) Herodes Arquelao etnarca de Judea, Idumea | (4) Herodes Arquelao etnarca de Judea, Idumea | (4) Herodes Arquelao etnarca de Judea, Idumea | (4) Herodes Arquelao etnarca de Judea, Idumea |  |  | (4) Herodes Antipas tetrarca de Galilea y Perea | (4) Herodes Antipas tetrarca de Galilea y Perea | (4) Herodes Antipas tetrarca de Galilea y Perea | (4) Herodes Antipas tetrarca de Galilea y Perea | (4) Herodes Antipas tetrarca de Galilea y Perea | (4) Herodes Antipas tetrarca de Galilea y Perea |  |  | (5) Herodes Filipo II Tetrarca de Iturea y Traconítide | (5) Herodes Filipo II Tetrarca de Iturea y Traconítide | (5) Herodes Filipo II Tetrarca de Iturea y Traconítide | (5) Herodes Filipo II Tetrarca de Iturea y Traconítide | (5) Herodes Filipo II Tetrarca de Iturea y Traconítide | (5) Herodes Filipo II Tetrarca de Iturea y Traconítide |  |  |  |  |  |  |  |  |  |  |  |  |  |  |  |  |  |  |  |  |  |  |  |  |  |  |
| (1) Antípatro heredero de Judea | (1) Antípatro heredero de Judea | (1) Antípatro heredero de Judea | (1) Antípatro heredero de Judea | (1) Antípatro heredero de Judea | (1) Antípatro heredero de Judea |  |  | (2) Alejandro I príncipe de Judea            | (2) Alejandro I príncipe de Judea            | (2) Alejandro I príncipe de Judea            | (2) Alejandro I príncipe de Judea            | (2) Alejandro I príncipe de Judea            | (2) Alejandro I príncipe de Judea            |  |  | (2) Aristóbulo IV príncipe de Judea                | (2) Aristóbulo IV príncipe de Judea                | (2) Aristóbulo IV príncipe de Judea                | (2) Aristóbulo IV príncipe de Judea                | (2) Aristóbulo IV príncipe de Judea                | (2) Aristóbulo IV príncipe de Judea                |  |  | (3) Herodes II Filipo príncipe de Judea          | (3) Herodes II Filipo príncipe de Judea          | (3) Herodes II Filipo príncipe de Judea          | (3) Herodes II Filipo príncipe de Judea          | (3) Herodes II Filipo príncipe de Judea          | (3) Herodes II Filipo príncipe de Judea          |  |  | (4) Herodes Arquelao etnarca de Judea, Idumea | (4) Herodes Arquelao etnarca de Judea, Idumea | (4) Herodes Arquelao etnarca de Judea, Idumea | (4) Herodes Arquelao etnarca de Judea, Idumea | (4) Herodes Arquelao etnarca de Judea, Idumea | (4) Herodes Arquelao etnarca de Judea, Idumea |  |  | (4) Herodes Antipas tetrarca de Galilea y Perea | (4) Herodes Antipas tetrarca de Galilea y Perea | (4) Herodes Antipas tetrarca de Galilea y Perea | (4) Herodes Antipas tetrarca de Galilea y Perea | (4) Herodes Antipas tetrarca de Galilea y Perea | (4) Herodes Antipas tetrarca de Galilea y Perea |  |  | (5) Herodes Filipo II Tetrarca de Iturea y Traconítide | (5) Herodes Filipo II Tetrarca de Iturea y Traconítide | (5) Herodes Filipo II Tetrarca de Iturea y Traconítide | (5) Herodes Filipo II Tetrarca de Iturea y Traconítide | (5) Herodes Filipo II Tetrarca de Iturea y Traconítide | (5) Herodes Filipo II Tetrarca de Iturea y Traconítide |  |  |  |  |  |  |  |  |  |  |  |  |  |  |  |  |  |  |  |  |  |  |  |  |  |  |
|                                 |                                 |                                 |                                 |                                 |                                 |  |  |                                              |                                              |                                              |                                              |                                              |                                              |  |  |                                                    |                                                    |                                                    |                                                    |                                                    |                                                    |  |  |                                                  |                                                  |                                                  |                                                  |                                                  |                                                  |  |  |                                               |                                               |                                               |                                               |                                               |                                               |  |  |                                                 |                                                 |                                                 |                                                 |                                                 |                                                 |  |  |                                                        |                                                        |                                                        |                                                        |                                                        |                                                        |  |  |  |  |  |  |  |  |  |  |  |  |  |  |  |  |  |  |  |  |  |  |  |  |  |  |
| Tigranes V de Armenia           | Tigranes V de Armenia           | Tigranes V de Armenia           | Tigranes V de Armenia           | Tigranes V de Armenia           | Tigranes V de Armenia           |  |  | Alejandro II príncipe de Judea               | Alejandro II príncipe de Judea               | Alejandro II príncipe de Judea               | Alejandro II príncipe de Judea               | Alejandro II príncipe de Judea               | Alejandro II príncipe de Judea               |  |  | Herodes Agripa I Rey de Judea                      | Herodes Agripa I Rey de Judea                      | Herodes Agripa I Rey de Judea                      | Herodes Agripa I Rey de Judea                      | Herodes Agripa I Rey de Judea                      | Herodes Agripa I Rey de Judea                      |  |  | Herodes V rey de Calcis                          | Herodes V rey de Calcis                          | Herodes V rey de Calcis                          | Herodes V rey de Calcis                          | Herodes V rey de Calcis                          | Herodes V rey de Calcis                          |  |  | Aristóbulo el Menor príncipe de Judea         | Aristóbulo el Menor príncipe de Judea         | Aristóbulo el Menor príncipe de Judea         | Aristóbulo el Menor príncipe de Judea         | Aristóbulo el Menor príncipe de Judea         | Aristóbulo el Menor príncipe de Judea         |  |  |                                                 |                                                 |                                                 |                                                 |                                                 |                                                 |  |  |                                                        |                                                        |                                                        |                                                        |                                                        |                                                        |  |  |  |  |  |  |  |  |  |  |  |  |  |  |  |  |  |  |  |  |  |  |  |  |  |  |
| Tigranes V de Armenia           | Tigranes V de Armenia           | Tigranes V de Armenia           | Tigranes V de Armenia           | Tigranes V de Armenia           | Tigranes V de Armenia           |  |  | Alejandro II príncipe de Judea               | Alejandro II príncipe de Judea               | Alejandro II príncipe de Judea               | Alejandro II príncipe de Judea               | Alejandro II príncipe de Judea               | Alejandro II príncipe de Judea               |  |  | Herodes Agripa I Rey de Judea                      | Herodes Agripa I Rey de Judea                      | Herodes Agripa I Rey de Judea                      | Herodes Agripa I Rey de Judea                      | Herodes Agripa I Rey de Judea                      | Herodes Agripa I Rey de Judea                      |  |  | Herodes V rey de Calcis                          | Herodes V rey de Calcis                          | Herodes V rey de Calcis                          | Herodes V rey de Calcis                          | Herodes V rey de Calcis                          | Herodes V rey de Calcis                          |  |  | Aristóbulo el Menor príncipe de Judea         | Aristóbulo el Menor príncipe de Judea         | Aristóbulo el Menor príncipe de Judea         | Aristóbulo el Menor príncipe de Judea         | Aristóbulo el Menor príncipe de Judea         | Aristóbulo el Menor príncipe de Judea         |  |  |                                                 |                                                 |                                                 |                                                 |                                                 |                                                 |  |  |                                                        |                                                        |                                                        |                                                        |                                                        |                                                        |  |  |  |  |  |  |  |  |  |  |  |  |  |  |  |  |  |  |  |  |  |  |  |  |  |  |
|                                 |                                 |                                 |                                 |                                 |                                 |  |  | Tigranes VI de Armenia                       | Tigranes VI de Armenia                       | Tigranes VI de Armenia                       | Tigranes VI de Armenia                       | Tigranes VI de Armenia                       | Tigranes VI de Armenia                       |  |  | Herodes Agripa II Rey de Judea                     | Herodes Agripa II Rey de Judea                     | Herodes Agripa II Rey de Judea                     | Herodes Agripa II Rey de Judea                     | Herodes Agripa II Rey de Judea                     | Herodes Agripa II Rey de Judea                     |  |  | Aristóbulo de Calcis rey de Calcis               | Aristóbulo de Calcis rey de Calcis               | Aristóbulo de Calcis rey de Calcis               | Aristóbulo de Calcis rey de Calcis               | Aristóbulo de Calcis rey de Calcis               | Aristóbulo de Calcis rey de Calcis               |  |  |                                               |                                               |                                               |                                               |                                               |                                               |  |  |                                                 |                                                 |                                                 |                                                 |                                                 |                                                 |  |  |                                                        |                                                        |                                                        |                                                        |                                                        |                                                        |  |  |  |  |  |  |  |  |  |  |  |  |  |  |  |  |  |  |  |  |  |  |  |  |  |  |
|                                 |                                 |                                 |                                 |                                 |                                 |  |  | Tigranes VI de Armenia                       | Tigranes VI de Armenia                       | Tigranes VI de Armenia                       | Tigranes VI de Armenia                       | Tigranes VI de Armenia                       | Tigranes VI de Armenia                       |  |  | Herodes Agripa II Rey de Judea                     | Herodes Agripa II Rey de Judea                     | Herodes Agripa II Rey de Judea                     | Herodes Agripa II Rey de Judea                     | Herodes Agripa II Rey de Judea                     | Herodes Agripa II Rey de Judea                     |  |  | Aristóbulo de Calcis rey de Calcis               | Aristóbulo de Calcis rey de Calcis               | Aristóbulo de Calcis rey de Calcis               | Aristóbulo de Calcis rey de Calcis               | Aristóbulo de Calcis rey de Calcis               | Aristóbulo de Calcis rey de Calcis               |  |  |                                               |                                               |                                               |                                               |                                               |                                               |  |  |                                                 |                                                 |                                                 |                                                 |                                                 |                                                 |  |  |                                                        |                                                        |                                                        |                                                        |                                                        |                                                        |  |  |  |  |  |  |  |  |  |  |  |  |  |  |  |  |  |  |  |  |  |  |  |  |  |  |
|                                 |                                 |                                 |                                 |                                 |                                 |  |  | Cayo Julio Alejandro Gobernador de Cilicia   |                                              |                                              |                                              |                                              |                                              |  |  |                                                    |                                                    |                                                    |                                                    |                                                    |                                                    |  |  |                                                  |                                                  |                                                  |                                                  |                                                  |                                                  |  |  |                                               |                                               |                                               |                                               |                                               |                                               |  |  |                                                 |                                                 |                                                 |                                                 |                                                 |                                                 |  |  |                                                        |                                                        |                                                        |                                                        |                                                        |                                                        |  |  |  |  |  |  |  |  |  |  |  |  |  |  |  |  |  |  |  |  |  |  |  |  |  |  |
|                                 |                                 |                                 |                                 |                                 |                                 |  |  |                                              |                                              |                                              |                                              |                                              |                                              |  |  |                                                    |                                                    |                                                    |                                                    |                                                    |                                                    |  |  |                                                  |                                                  |                                                  |                                                  |                                                  |                                                  |  |  |                                               |                                               |                                               |                                               |                                               |                                               |  |  |                                                 |                                                 |                                                 |                                                 |                                                 |                                                 |  |  |                                                        |                                                        |                                                        |                                                        |                                                        |                                                        |  |  |  |  |  |  |  |  |  |  |  |  |  |  |  |  |  |  |  |  |  |  |  |  |  |  |
|                                 |                                 |                                 |                                 |                                 |                                 |  |  |                                              |                                              |                                              |                                              |                                              |                                              |  |  |                                                    |                                                    |                                                    |                                                    |                                                    |                                                    |  |  |                                                  |                                                  |                                                  |                                                  |                                                  |                                                  |  |  |                                               |                                               |                                               |                                               |                                               |                                               |  |  |                                                 |                                                 |                                                 |                                                 |                                                 |                                                 |  |  |                                                        |                                                        |                                                        |                                                        |                                                        |                                                        |  |  |  |  |  |  |  |  |  |  |  |  |  |  |  |  |  |  |  |  |  |  |  |  |  |  |
|                                 |                                 |                                 |                                 |                                 |                                 |  |  | Cayo Julio Agripa cuestor de Asia            | Cayo Julio Agripa cuestor de Asia            | Cayo Julio Agripa cuestor de Asia            | Cayo Julio Agripa cuestor de Asia            | Cayo Julio Agripa cuestor de Asia            | Cayo Julio Agripa cuestor de Asia            |  |  | Cayo Julio Alejandro Bereniciano procónsul de Asia | Cayo Julio Alejandro Bereniciano procónsul de Asia | Cayo Julio Alejandro Bereniciano procónsul de Asia | Cayo Julio Alejandro Bereniciano procónsul de Asia | Cayo Julio Alejandro Bereniciano procónsul de Asia | Cayo Julio Alejandro Bereniciano procónsul de Asia |  |  |                                                  |                                                  |                                                  |                                                  |                                                  |                                                  |  |  |                                               |                                               |                                               |                                               |                                               |                                               |  |  |                                                 |                                                 |                                                 |                                                 |                                                 |                                                 |  |  |                                                        |                                                        |                                                        |                                                        |                                                        |                                                        |  |  |  |  |  |  |  |  |  |  |  |  |  |  |  |  |  |  |  |  |  |  |  |  |  |  |
|                                 |                                 |                                 |                                 |                                 |                                 |  |  | Cayo Julio Agripa cuestor de Asia            | Cayo Julio Agripa cuestor de Asia            | Cayo Julio Agripa cuestor de Asia            | Cayo Julio Agripa cuestor de Asia            | Cayo Julio Agripa cuestor de Asia            | Cayo Julio Agripa cuestor de Asia            |  |  | Cayo Julio Alejandro Bereniciano procónsul de Asia | Cayo Julio Alejandro Bereniciano procónsul de Asia | Cayo Julio Alejandro Bereniciano procónsul de Asia | Cayo Julio Alejandro Bereniciano procónsul de Asia | Cayo Julio Alejandro Bereniciano procónsul de Asia | Cayo Julio Alejandro Bereniciano procónsul de Asia |  |  |                                                  |                                                  |                                                  |                                                  |                                                  |                                                  |  |  |                                               |                                               |                                               |                                               |                                               |                                               |  |  |                                                 |                                                 |                                                 |                                                 |                                                 |                                                 |  |  |                                                        |                                                        |                                                        |                                                        |                                                        |                                                        |  |  |  |  |  |  |  |  |  |  |  |  |  |  |  |  |  |  |  |  |  |  |  |  |  |  |
|                                 |                                 |                                 |                                 |                                 |                                 |  |  | Lucio Julio Gainio Fabio Agripa gimnasiarca  |                                              |                                              |                                              |                                              |                                              |  |  |                                                    |                                                    |                                                    |                                                    |                                                    |                                                    |  |  |                                                  |                                                  |                                                  |                                                  |                                                  |                                                  |  |  |                                               |                                               |                                               |                                               |                                               |                                               |  |  |                                                 |                                                 |                                                 |                                                 |                                                 |                                                 |  |  |                                                        |                                                        |                                                        |                                                        |                                                        |                                                        |  |  |  |  |  |  |  |  |  |  |  |  |  |  |  |  |  |  |  |  |  |  |  |  |  |  |